# Cristina Garmendia
Cristina Garmendia Mendizábal (San Sebastián, Guipúzcoa, 21 de febrero de 1962) es una bióloga, empresaria y política española, actual presidenta del grupo empresarial audiovisual Mediaset España. Sin militancia política anterior, fue nombrada en abril de 2008 ministra de Ciencia e Innovación del Gobierno de España, cargo que ejerció durante toda la IX legislatura, bajo la presidencia de José Luis Rodríguez Zapatero. Desde 2015 preside la Fundación Cotec para la Innovación.
Doctora en Biología por la Universidad Autónoma de Madrid, antes de su elección como ministra era presidenta de la Fundación Inbiomed y de la Asociación Española de Bioempresas. En 2000 fundó Genetrix, empresa del sector de la biotecnología y en 2008 la sociedad de capital riesgo YSIOS, especializada en salud y biotecnología. Era también miembro de la Junta Directiva de la Confederación Española de Organizaciones Empresariales (CEOE).
Tras su salida del Gobierno, Cristina Garmendia retoma su faceta empresarial como socia de YSIOS y accionista de Genetrix, formando parte además de consejos asesores privados y públicos, entre ellos del Gobierno de Colombia. Desde mayo de 2024 es Presidenta de Mediaset España.

## Biografía
Nació en 1962 en San Sebastián (País Vasco). Con 18 años marchó a estudiar la carrera de Biología a la Universidad de Sevilla, donde se licenció en esta materia cursando la especialidad de genética.
Posteriormente se trasladaría a Madrid, ciudad en la que está afincada desde la década de 1980. En Madrid compaginó sus estudios de doctorado en el CSIC (dentro del Centro de Biología Molecular Severo Ochoa), con labores de profesora ayudante del Departamento de Genética y Biología Molecular de la Universidad Autónoma de Madrid. Se doctoró, bajo la dirección de Margarita Salas, en 1989 en biología molecular por la Universidad Autónoma de Madrid.
Su formación académica se vería completada en 1992 cuando realizó un Executive MBA en el IESE, centro adscrito a la Universidad de Navarra.

### Labor empresarial 1992-2008
A raíz de la realización del MBA, Cristina Garmendia se vincula a la actividad empresarial.
A partir de 1992 asume distintas responsabilidades en el área de desarrollo de negocio del Grupo Amasúa, dedicado a la industria pesquera. Dentro de dicho grupo empresarial ocupó la vicepresidencia ejecutiva y la dirección financiera. En 2001 abandonó su cargo.
En el año 2000 fundó junto con Carlos Martínez Alonso y Antonio Bernad, profesores del CSIC, la empresa Genetrix. Actualmente Genetrix se dedica al desarrollo de tecnologías biomédicas y medicamentos. Su importancia radica en que fue la primera empresa privada surgida a partir del trabajo de investigación realizado por el Centro Nacional de Biotecnología. Investigadores del Departamento de Inmunología y Oncología (DIO) de este centro unieron su experiencia investigadora a la iniciativa privada como forma de desarrollar los resultados de sus investigaciones.
En ese campo la labor de Cristina Garmendia fue pionera al sentar las bases de una industria de la biotecnología en España al trasladar el know-how de la investigación biomédica académica española al ámbito del mundo empresarial.
Garmendia ha ocupado los cargos de presidenta y consejera delegada de Genetrix. En paralelo, ha promovido otros proyectos empresariales como Cellerix, Biotherapix, Sensia, Imbiosis, Biobide, BioAlma y Coretherapix. Tras diversas fusiones y operaciones corporativas, la corporación Genetrix cuenta con las siguientes empresas participadas: Xpol, Biobide, Corotherapix, Axontherapix, Fenix Biotech y Tigenix. Desde 2012 X-Pol cotiza en Alemania tras el acuerdo con la empresa alemana cotizada SYGNIS.
Asimismo, en 1997 refundó Inbiomed, fundación de investigación que alberga el primer banco de células madre adultas en España, y la entidad de Capital Riesgo YSIOS Capital Partners en 2008, levantando exitosamente un fondo de 69 millones de euros especializado en biotecnología y salud.
En marzo de 2005 Garmendia es elegida presidenta de la Asociación Española de Bioempresas (Asebio), agrupación de empresas del sector de la biotecnología y, posteriormente, en 2006, entra en la junta directiva de la CEOE, cargos que abandona cuando en 2008 es nombrada ministra de Ciencia e Innovación.
Por su espíritu emprendedor en el campo de la biotecnología y la biomedicina fue galardonada en 2006 con el premio "Fermín de la Sierra"  de la Escuela de Organización Industrial.
Y en 2008 fue galardonada con el Tambor de Oro, máxima distinción de su ciudad natal, que premia a aquellos que contribuyen a la labor de promoción de la imagen de San Sebastián. Este premio vino a reconocer principalmente la labor de Garmendia en la creación de un polo de empresas de biotecnología en el Parque Tecnológico de San Sebastián y su trabajo en el ámbito de la innovación.

### Labor política 2008-2011
El 11 de abril de 2008 se anunció que el presidente del Gobierno español, José Luis Rodríguez Zapatero había elegido a Cristina Garmendia como titular de un ministerio de nuevo cuño, el Ministerio de Ciencia e Innovación, que iba a ser creado durante la IX Legislatura Un día después prometió su cargo.

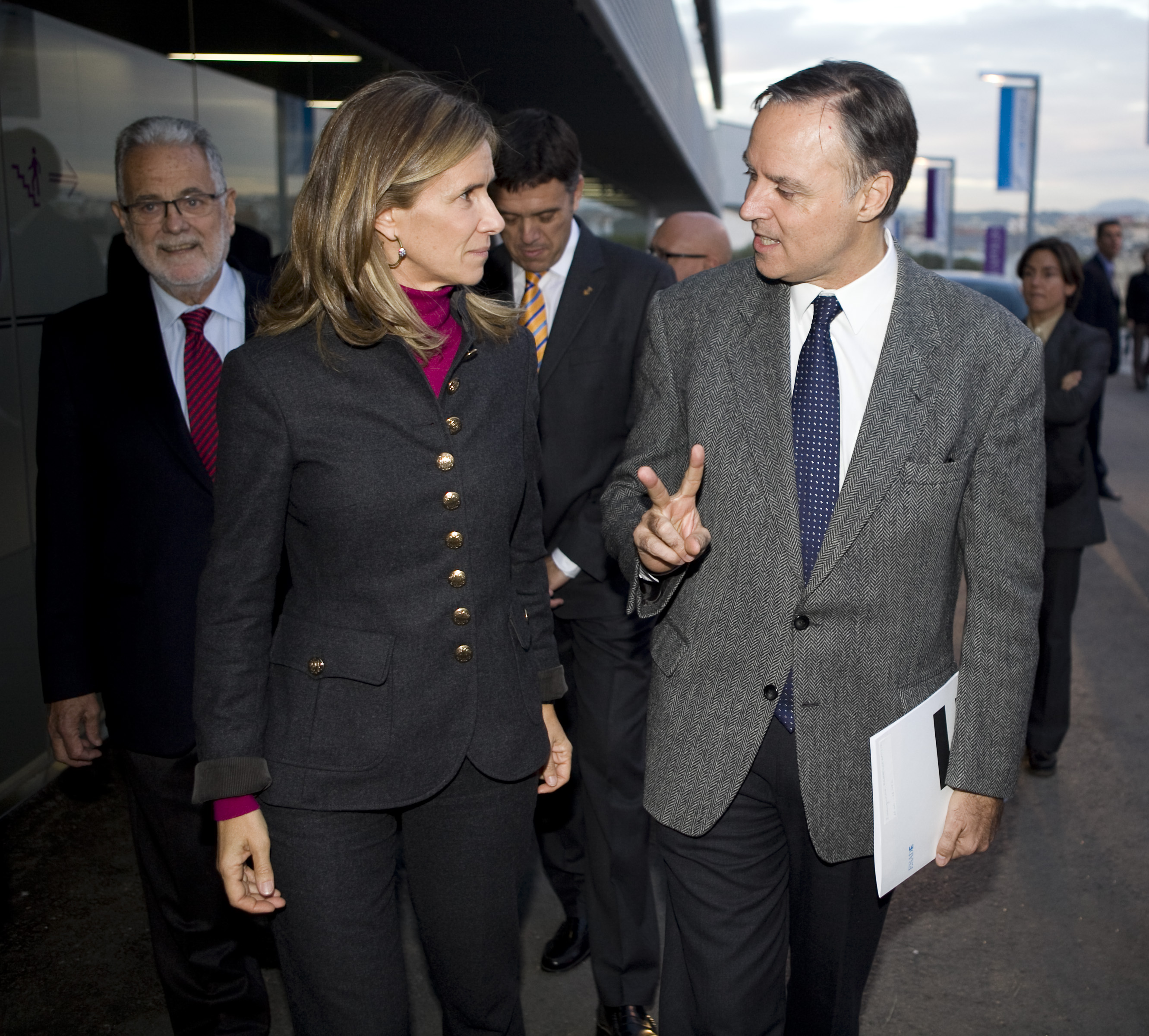
La ministra de ciencia e innovación, Cristina Garmendia, acompañada por Carlos Losada, director de ESADE, en la inauguración del parque de negocios ESADE Creapolis. Sant Cugat del Valles, 11 de noviembre de 2009.

El Ministerio aglutinaba por primera vez todas las capacidades y organismos del Estado para la promoción de la I+D+i, incluyendo Organismos Públicos de Investigación, el Instituto de Salud Carlos III y el Centro para el Desarrollo Tecnológico Industrial (CDTI) y nacía con el mandato de convertir en potencial económico la capacidad científica del país, que se situó a España como novena potencia científica mundial en 2010.
Durante los años de Cristina Garmendia como ministra se lanzaron programas ambiciosos, como la Estrategia Estatal de Innovación. o el programa de excelencia Severo Ochoa, dirigido a subvencionar de forma extraordinaria a los mejores centros de investigación españoles. Se aprobó también, en mayo de 2011, la Ley de la Ciencia, la Tecnología y la Innovación, que sustituía a una anterior de 1986 y que, por primera vez, eleva la innovación a rango de ley, incidiendo en los mecanismos de transferencia de conocimiento entre el sector público y las empresas. Pese a contener reformas largamente demandadas por la comunidad científica, como la creación de la agencia estatal de investigación o la sustitución de becas por contratos, la ley fue recibida con críticas por algunos científicos.
En términos de inversión pública en I+D, los años 2008-2009 fueron de crecimiento, en la senda del gran aumento presupuestario de la legislatura 2004-2008, mientras que los años 2010-2011 fueron de reducción y congelación, con las consiguientes críticas de la comunidad científica. En términos de grandes infraestructuras, durante el mandato de Garmendia se inauguraron instalaciones como el Gran Telescopio de Canarias (isla de La Palma), el Centro Nacional de Investigación sobre la Evolución Humana (Burgos), el Laboratorio de Luz Sincrotón, en Sardañola del Vallés.
En 2011 varias empresas de la entonces ministra recibieron préstamos públicos de su Ministerio mediante un convenio con la Comunidad de Madrid, que en 2017 estaban devolviendo al estado sin incidencias.
El de la ministra de Ciencia e Innovación ha supuesto el primer cargo político de Cristina Garmendia, que no está afiliada al PSOE, y que regresó al mundo empresarial al terminar su mandato.

### Regreso al mundo empresarial 2012-
Tras las elecciones del 20 de noviembre de 2011, Cristina Garmendia cesa como ministra de Ciencia e Innovación el 21 de diciembre de 2011 y comienza a retomar su faceta empresarial.
Durante 2012 Garmendia retoma su labor en el consejo de Everis, como socia y consejera de YSIOS y accionista de Genetrix. que compatibiliza con labores de asesoría a diversas entidades públicas y privadas.
Entre las privadas cabe destacar que es miembro del Consejo Profesional de ESADE y del Consejo Asesor de la Asociación Madrid Network. Entre las públicas cabe destacar al Gobierno de Colombia, formando parte de un consejo asesor internacional del Gobierno del Presidente Santos.
Igualmente, Cristina Garmendia ha retomado su interés por promover la creación de nuevas empresas de base tecnológica. Así, en mayo de 2012, junto con Andreu Buenafuente y un grupo de business angels, pasó a ser inversora de Bananity que cerró su primera ronda de inversión con 400.000€ de capital.
En 2014 empieza a presidir tanto la Fundación COTEC como la Fundación España Constitucional, integrada por 40 exministros de la democracia, en defensa de los valores constitucionales. Ese mismo año también fue nombrada Consejera Independiente de Logista Holdings.
En 2015 fue nombrada consejera de Gas Natural Fenosa, labor que desempeñó hasta 2018. En 2019 fue nombrada consejera de CaixaBank.
Desde el 22 de mayo de 2024 es Presidenta de Mediaset España.

## Distinciones y condecoraciones
- Gran Cruz de la Real y Distinguida Orden de Carlos III (30 de diciembre de 2011).[21]

- Colegiada de Honor en el Colegio Oficial de Biólogos de Andalucía -www.cobandalucia.org- (17 de diciembre de 2010)